# Corymorpha abyssalis
Corymorpha abyssalis är en nässeldjursart som beskrevs av Hjalmar Broch 1909. Corymorpha abyssalis ingår i släktet Corymorpha och familjen Corymorphidae. Inga underarter finns listade i Catalogue of Life.